# Laing Art Gallery
La Laing Art Gallery de Newcastle upon Tyne, en Angleterre, est située sur New Bridge Street. Conçue dans le style baroque avec des éléments Art nouveau par les architectes Cackett & Burns Dick, c'est un  bâtiment classé Grade II *.
Devant la galerie se trouve le Blue Carpet, un espace d'art public et de design, le  Blue Carpet Square.

## Description
Ouverte en 1904, la galerie d'art est aujourd'hui gérée par Tyne & Wear Archives & Museums et administrée financièrement par le Department for Culture, Media and Sport. 
Le bâtiment est classé Grade II *.
La galerie contient des peintures, des aquarelles et des objets historiques décoratifs, en particulier de l'argenterie de Newcastle.
Au début des années 1880, Newcastle était un centre important de production de verre dans le monde. On y émaillait des verres de William Beilby. Ils sont exposés avec des céramiques (faïencerie Maling) et diverses œuvres contemporaines d'artistes émergents britanniques. Un programme d'expositions en rotation régulière est mis en place ; l'entrée est gratuite.
Parmi la collection de peintures phares de la galerie se trouvent les travaux de John Martin La Destruction de Sodome et Gomorrhe ainsi que des œuvres importantes de Sir Joshua Reynolds, Edward Burne-Jones (Laus Veneris), Isabelle et le pot de basilic de 1867 par William Holman Hunt et Ben Nicholson.
Les peintres locaux sont représentés par des œuvres de Ralph Hedley (en).
Une vaste collection d'aquarelles et de dessins des XVIIIe et XIXe siècles dont des œuvres de J. MW Turner et John Sell Cotman est également exposée.